# 中谷孝男
中谷 孝男（なかたに たかお、1893年10月12日 - 1977年1月16日）は、日本のピアノ調律師である。ミュージシャンの細野晴臣は孫。

## 人物
陸軍下士官・中谷卓二の二男として東京で生まれる。父・卓二は浜松の神職・河島家の二男だったが、戊辰戦争で新政府軍を支援したことで家計が傾いたため、農家の中谷家の養子に出されたのち、農業を嫌って上京、陸軍で会計の職に就いた。
1903年、父の退官帰郷にともない、浜松高等尋常小学校（現浜松市立元城小学校）に転校し、オルガンに触れる。1906年に同校を卒業し、日本楽器製造（現ヤマハ）創業者山葉寅楠が設立した徒弟養成所に一期生として入所、同社オルガン部に配属。翌年の同社創立十周年記念パーティで澤田柳吉のピアノ演奏に魅せられ、イギリスの技術書で調律の基礎を学ぶ。1914年、銀座の東京支店に転勤となり、同僚だった古屋花子と結婚。1926年の日本楽器争議をきっかけに退社し、独立。1947年よりレオニード・クロイツァーの調律師兼ツアーマネージャーも務め、1950年には国立音楽大学に別科調律専修を設けた。
日本楽器製造のオルガン部門の研修生を振り出しに、共益商社のピアノ調律師として経験を重ね、広田米太郎、杵淵直都とともに現在の社団法人日本ピアノ調律師協会の前身である全国ピアノ技術者協会の創設に力を尽くした。
文筆の才に優れ、数多くのピアノ技術書を翻訳して刊行し、国立音楽大学の音響工学科講師として楽器学などの講義を持った。
大学でバンド活動をしていた孫（長女玲子の子）の晴臣が調律師になりたいと相談した際には、音楽的耳のよさと調律的耳のよさは一致しないとして、勧めなかった。

## 著書
- 『楽器の分類と解説』音楽之友社、1960年
- 『ピアノの構造と知識』音楽之友社、1961年 ISBN 4-27612400-X
- 『ピアノの技術と歴史』音楽之友社、1965年
- 『ピアノ構成論：中谷孝男著作集』エイデル研究所、2001年、ISBN 4-87168315-X